# ميجيل أرويو
ميجيل أرويو (بالإسبانية: Miguel Arroyo)‏ مواليد 6 ديسمبر 1966 في المكسيك، هو دراج مكسيكي سابق في صنف سباق الدراجات على الطريق. حقق المركز الرابع في طواف سويسرا 2004، كما فاز بطواف فولتا مكسيكو تلمكس في 1988 و1998.

## روابط خارجية
- ميجيل أرويو على موقع أرشيف الدراجات (الإنجليزية)
- ميجيل أرويو على موقع إحصائيات الدراجات الإحترافية (الإنجليزية)
- ميجيل أرويو على موقع CycleBase (الإنجليزية)